# 1815 en philosophie
Chronologie de la philosophie
- 1811
- 1812
- 1813
- 1814
- 1815
- 1816
- 1817
- 1818
- 1819

L’année 1815 a été marquée, en philosophie, par les événements suivants :

## Publications
- Traité de la volonté, d’Antoine Destutt de Tracy.
- Publication de la quatrième partie de La Science de la logique, d'Hegel.

## Naissances
- 1er janvier : Charles Renouvier, philosophe français, mort en 1903.